# نوتشیتسه (ناحیه پراگ-غرب)
نوتشیتسه (به چکی: Nučice) یک منطقهٔ مسکونی در جمهوری چک است که در ناحیه پراگ-غرب واقع شده‌است. نوتشیتسه ۵٫۹۵ کیلومتر مربع مساحت و ۱٬۶۹۷ نفر جمعیت دارد و ۳۴۴ متر بالاتر از سطح دریا واقع شده‌است.